# Budín (Samopše)
Budín (německy Budin) je malá vesnice, část obce Samopše v okrese Kutná Hora. Nachází se asi jeden kilometr severozápadně od Samopší. Budín leží v katastrálním území Samopše o výměře 5,24 km². Obtéká jej řeka Sázava, v severní části je vybudován Budínský jez, v jehož blízkosti stojí bývalý mlýn. Poblíž stojí křížek s datací 1854.

## Historie
První písemná zmínka o vesnici pochází z roku 1667 a vztahuje se k budínskému mlýnu.

## Galerie

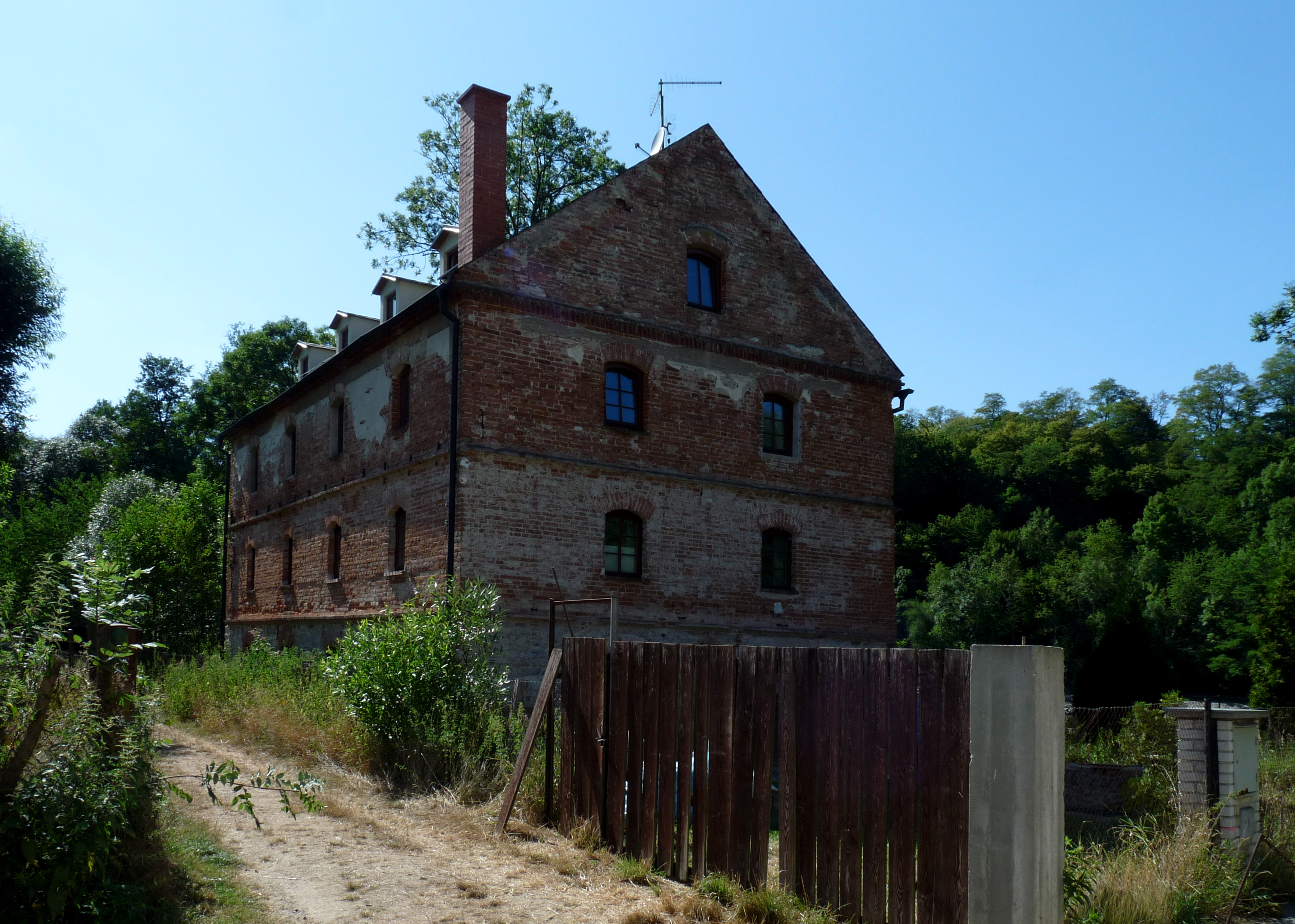
Bývalý mlýn
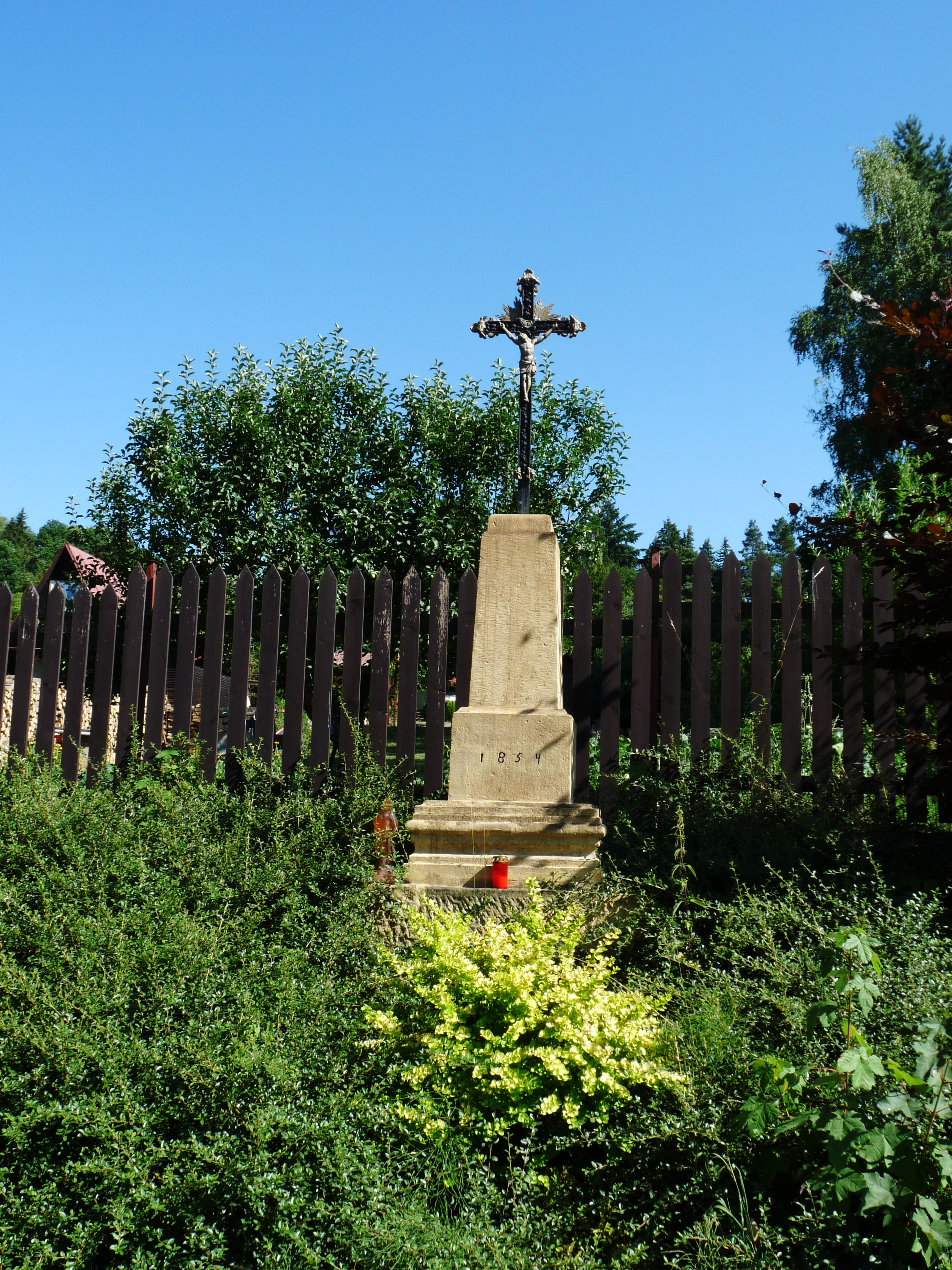
Křížek nedaleko mlýna
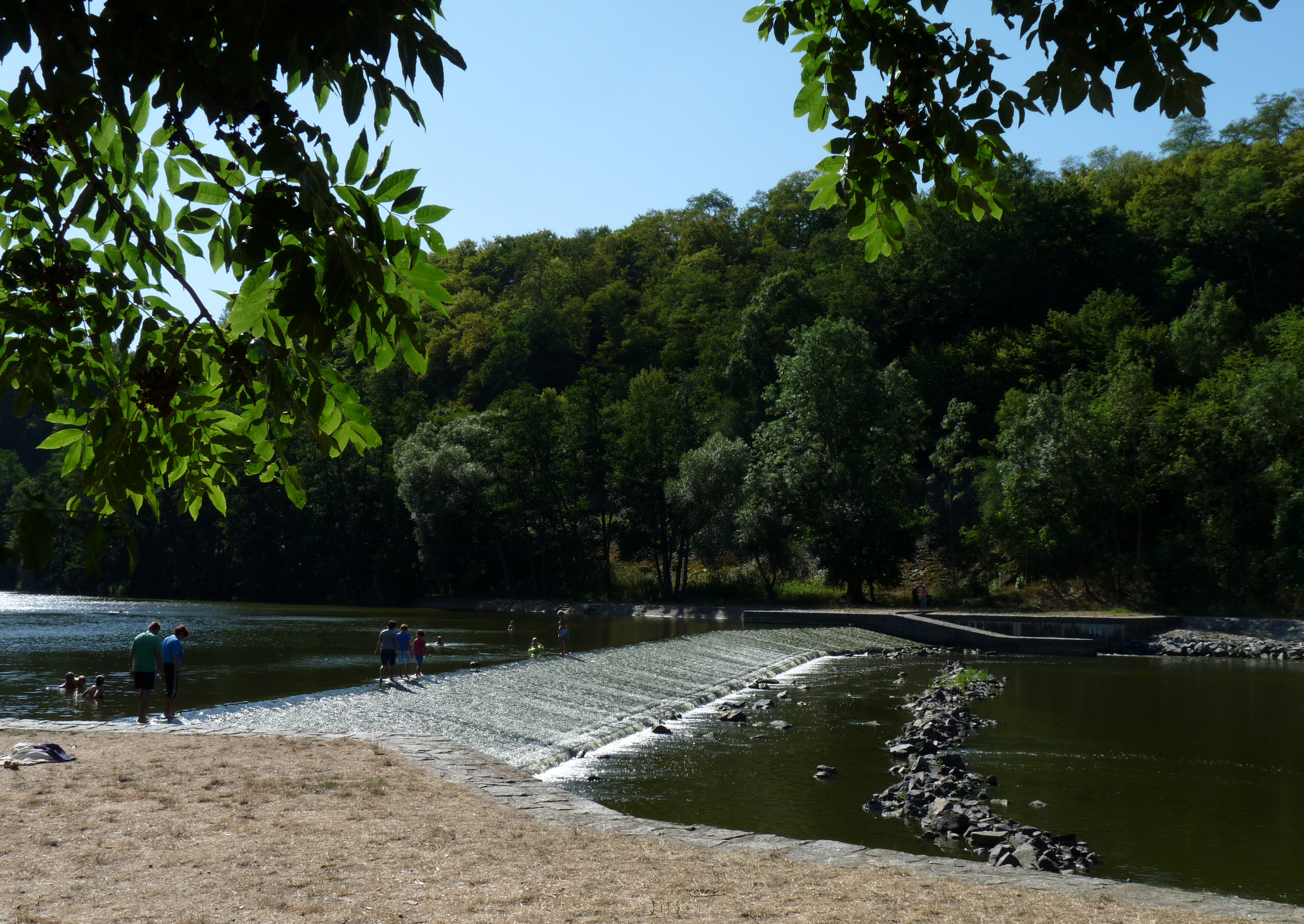
Budínský jez